# Rudolf Pokorný

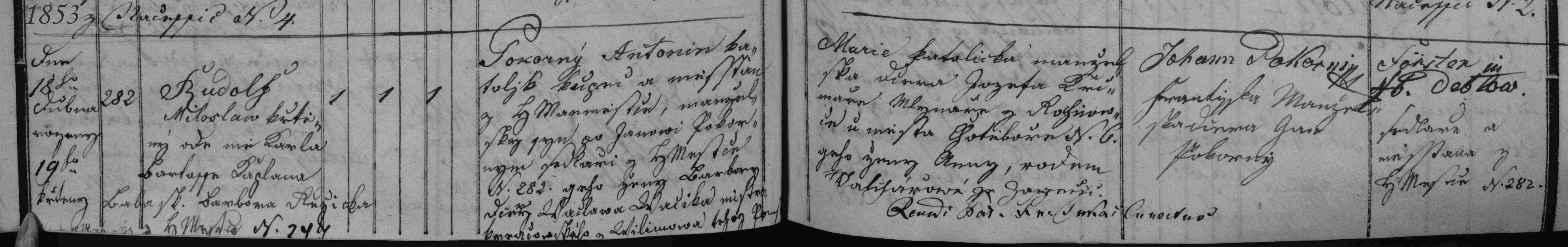
matriční zápis o narození a křtu Rudolfa Pokorného (matrika N 1849–1862 územní rozsah: Heřmanův Městec (SOA Zámrsk))

Rudolf Pokorný (18. dubna 1853 Heřmanův Městec – 19. září 1887 Libochovice) byl básník a úředník. Propagoval svou literární tvorbou myšlenky slovanské vzájemnosti a také překládal. Použil pseudonymy Ranko Petar a Heřman Městecký.

## Životopis
Vystudoval v Chrudimi a Pardubicích a pak absolvoval obchodní školu v Praze. Absolvoval vojenskou službu, po návratu se stal v letech 1876 až 1878 v Praze úředníkem. Stále víc se věnoval literatuře, až na sklonku nedlouhého života byl tři měsíce okresním tajemníkem v Libochovicích. Zde byl už nemocný a zatrpklý a tady i zemřel.
Podílel se na činnosti pražské Umělecké besedy. Založil v roce 1881 Knihovnu československou. Byl vedoucí osobností humoristického časopisu Paleček a později i jeho přílohy Šotek.

### Rodinný život
Rudolf Pokorný byl ženat, s manželkou Růženou, rozenou Purkyňovou (1863–1951) měl syny Jiřího (1883–??). a Vladimíra a dceru Rozálii. Manželka Růžena (Rosalie) byla dcera českého malíře Karla Purkyněho.

## Literární práce
Začal básničkami uveřejněných mu v různých časopisech, pak vydával celé básnické sbírky. Několika básněmi přispěl i do almanachu Ruch a pak začal s překlady a jinou tvorbou.

### Vydané sbírky
- 1874 Z jarních luhů
- 1877 Básně
- 1879 Pod českým nebem
- 1879 Nemilostné písně (jako Ranko Petar)
- 1881 Z hor
- 1882 Vlastenecké šlehy (jako Heřman Městecký)
- 1883 Z procitlým jarem
- 1883 Vlasti a svobodě
- 1885 Mrtvá země
- 1887 Opět na horách (vydáno posmrtně)

### Jiné práce
- 1879 Povídky, arabesky a drobné kresby
- 1880 Literární shoda československá
- 1883 Potulky po Slovensku (několik dílů)

### Překlady
- 1887 Básně, autor Józef Bohdan Zaleski (z polštiny)
- 1887 Duch stepi, autor Józef Bohdan Zaleski
- 1887 Antologie ruské lyriky